# Montilly-sur-Noireau

Montilly-sur-Noireau este o comună în departamentul Orne, Franța. În 1 ianuarie 2022 avea o populație de 719 de locuitori.